# 켄우드 리미티드

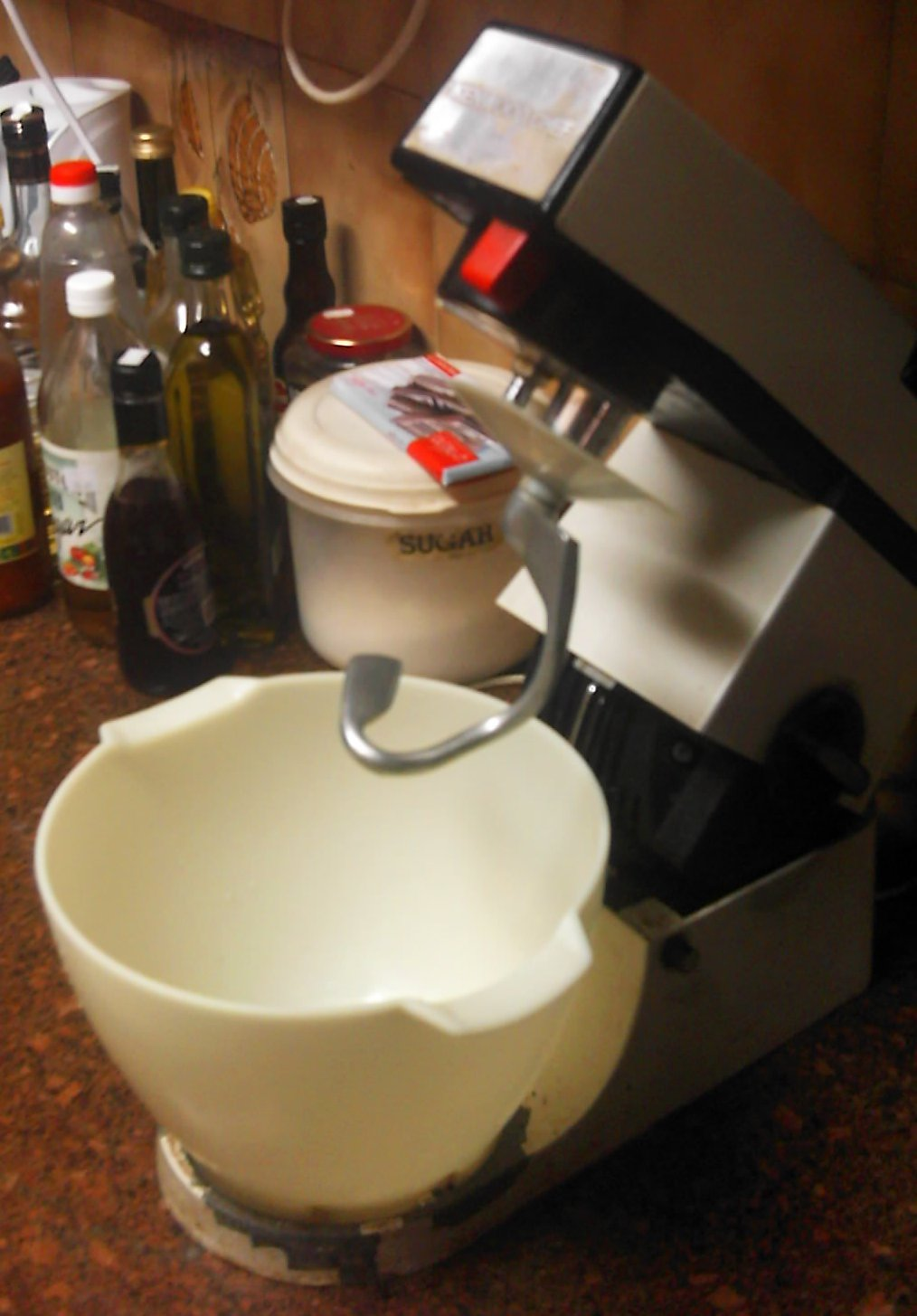
켄우드 셰프

켄우드 리미티드(Kenwood Limited)는 햄프셔주 하반트에 위치한 영국의 부엌 기구 제조사이다. 켄우드는 스탠드 믹서, 블렌더, 음식 처리기, 식기류, 토스터를 포함한 부엌 기구들을 디자인하고 생산하고 판매한다.
1947년 79 골즈워스 로드의 '워킹'(Woking) 마을에서 케네스 메이나드 우드에 의해 설립되었다. 1962년 이 기업은 현재 운영 중인 곳인 하반트로 옮겼다.